# Monte Durham
Il Monte Durham (in lingua inglese: Mount Durham) è una bassa montagna antartica, alta 860 m e perlopiù libera dal ghiaccio, situata sul fianco orientale del Ghiacciaio Scott e che delimita l'estremità nordoccidentale delle Tapley Mountains, catena montuosa che fa parte dei Monti della Regina Maud, in Antartide. 
Fu osservato per la prima volta nel dicembre 1929 dal gruppo geologico guidato da Laurence Gould che faceva parte della prima spedizione antartica (1928-30) guidata dall'esploratore polare statunitense Byrd; la prima ascensione fu effettuata nel dicembre 1934 dal gruppo geologico guidato da Quin Blackburn che faceva della seconda spedizione Byrd (1933-35).
La denominazione fu assegnata dallo stesso Byrd in onore della città di Durham, nello stato americano del New Hampshire, sede dell'University of New Hampshire e residenza di Stuart D.L. Paine, altro membro del gruppo geologico della seconda spedizione.